# Sveta Nedelja (Zagreb)
Sveta Nedelja es una ciudad de Croacia en el condado de Zagreb.

## Geografía
Se encuentra a una altitud de 146 m s. n. m. a 19.5 km de la capital nacional, Zagreb.

## Demografía
Según estimación 2013 contaba con una población de 18 554 habitantes.
En el censo nacional de 2011, la población total fue de 18 032 habitantes, divididos en 14 localidades:
- Bestovje, población 2 396
- Brezje, población 1 511
- Jagnjić Dol, población 484
- Kalinovica, población 392
- Kerestinec, población 1 427
- Mala Gorica, población 627
- Novaki, población 2 100
- Orešje, población 1 038
- Rakitje, población 2 257
- Srebrnjak, población 127
- Strmec, población 3 886
- Sveta Nedelja, población 1 333
- Svetonedeljski Breg, población 177
- Žitarka, población 240